# Macdunnoughia
Macdunnoughia là một chi bướm đêm thuộc họ Noctuidae.

## Loài
- Macdunnoughia confusa – Dewick's Plusia Stephens, 1850
- Macdunnoughia crassisigna Warren, 1913
- Macdunnoughia hybrida Ronkay, 1986
- Macdunnoughia purissima Butler, 1878
- Macdunnoughia tetragona Walker, [1858]

## Hình ảnh

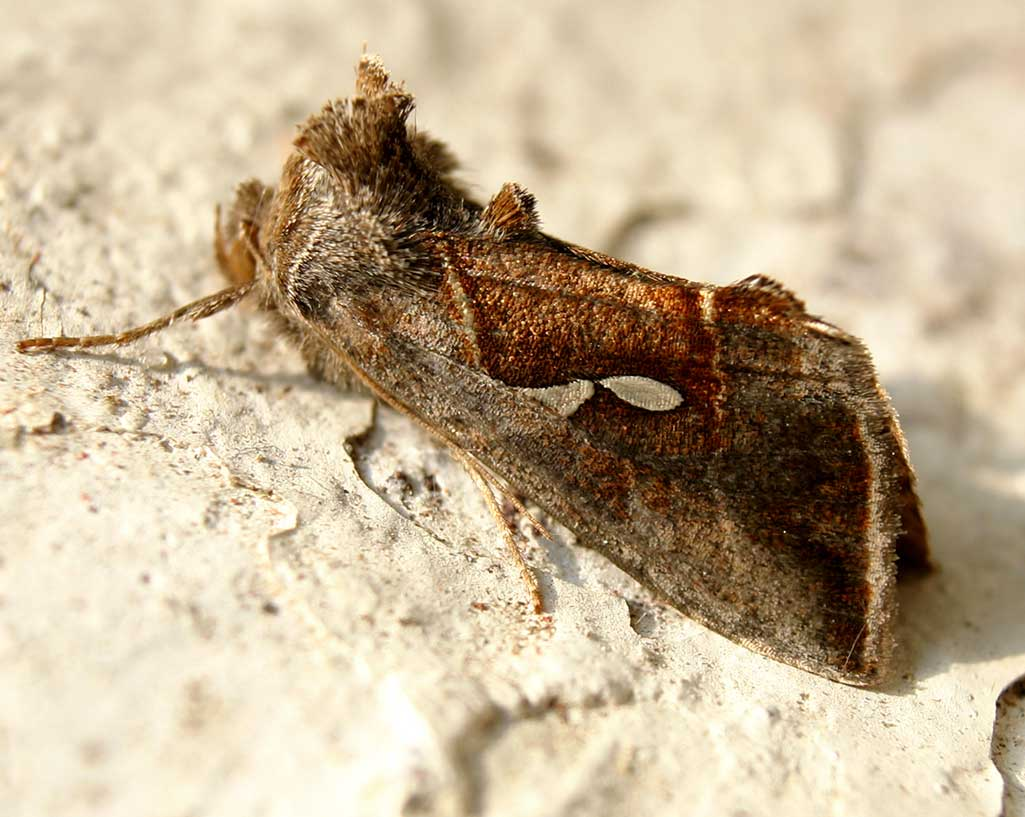
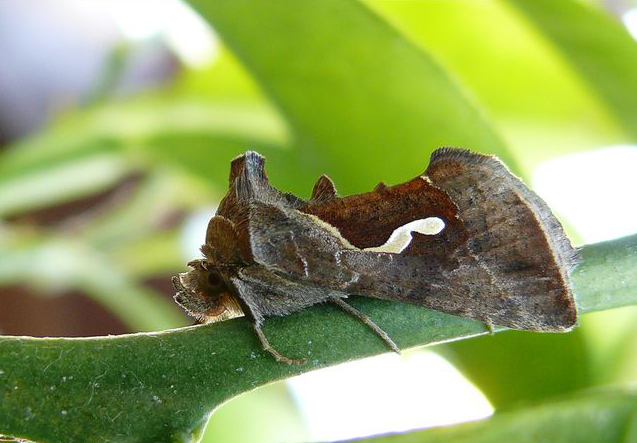
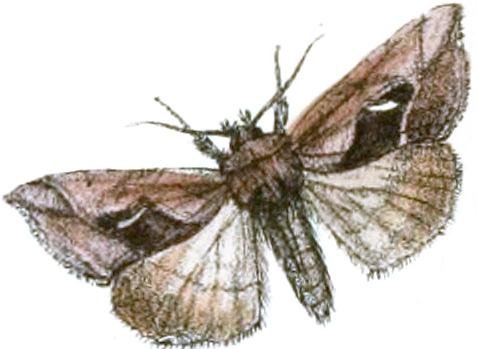